# Послідовність із низькою розбіжністю
Послідовність з низькою розбіжністю — послідовність, яка має таку властивість, що за всіх значень {\displaystyle n} її підпослідовність {\displaystyle s_{1},...,s_{n}} має низьку розбіжність.
Грубо кажучи, розбіжність послідовності невелика, якщо частка її елементів, що потрапляють у довільну множину {\displaystyle B}, близька до того, щоб бути пропорційною мірі множини {\displaystyle B}, як це відбувалося б у середньому (але не для конкретних вибірок) у разі рівномірно розподіленої послідовності. Конкретні визначення розбіжності різняться залежно від вибору множини {\displaystyle B} (гіперсфери, гіперкуба тощо), а також від того, як ця розбіжність обчислена (зазвичай нормалізовано) і скомбінована (зазвичай шляхом взяття найгіршого значення) для кожної множини {\displaystyle B}.
Послідовності з низькою розбіжністю також називають квазівипадковими послідовностями через поширене їх використання як заміни рівномірно розподілених випадкових чисел. Префікс «квазі» використовується для точнішого позначення того, що значення послідовності з низькою розбіжністю не є ні випадковими, ні псевдовипадковими. Але, разом з тим, такі послідовності мають деякі властивості випадкових величин, і в певних застосуваннях, таких як метод квазі-Монте-Карло, їхня низька розбіжність є важливою перевагою.

## Деякі застосування
Квазівипадкові числа мають перевагу перед суто випадковими числами в тому, що вони швидко й рівномірно охоплюють потрібну ділянку.
Одне з корисних застосувань полягає у знаходженні характеристичної функції для густини ймовірності. Квазівипадкові числа дозволяють досить швидко обчислювати з високою точністю моменти довільних порядків. Застосування, які не включають сортування, можна використати для знаходження середнього значення, стандартного відхилення, асиметрії та ексцесу статистичних розподілів, для знаходження інтегралів, а також глобальних максимумів та мінімумів складних детермінованих функцій. Квазівипадкові числа також можна використати для забезпечення початкових точок для детермінованих алгоритмів, які працюють тільки локально, таких як ітерація Ньютона — Рафсона.
Квазівипадкові числа також використовують у алгоритмах пошуку та сортування. За допомогою алгоритмів пошуку квазівипадкові числа можна використати в статистиці для знаходження моди, медіани, довірчих інтервалів та функцій розподілу.